# Порт (район Турку)
Порт (район Турку) (фін. Turun satama (kaupunginosa), швед. Hamnen (stadsdel) — один із районів міста Турку, що входить до Центрального територіального округу. 

## Географічне положення
Район розташований на захід від центральної частини міста, в гирлі річки Аури, і виходить до Архіпелагового моря. На території району розташована найдавніша в країні фортеця Турку і міжнародний морський пасажирський і вантажний термінали — Порт Турку. 

## Населення
У 2007 населення району становило 37 осіб. 